# ألفرد كينغسلي نورث
ألفرد كينغسلي نورث (بالإنجليزية: Alfred Kingsley North)‏ هو قاضي ومحامي نيوزلندي، ولد في 17 ديسمبر 1900، وتوفي في 22 يونيو 1981.